# Контарне
Конта́рне — селище Шахтарської міської громади Горлівського району Донецької області, Україна. Розташоване за 66 км від Донецька.

## Географічне розташування
Селище міського типу Контарне розташоване за 11 км на північний схід від Шахтарська і за 9 км від найближчої залізничної станції Розсипна.

## Історія
Селище Контарне виникло в 1932 році.
У роки німецько-радянської війни в боротьбі проти нацистських загарбників брали участь 227 жителів селища, з них 118 загинули смертю хоробрих, 174 удостоєні урядових нагород.
1 серпня 2014 року село в ході антитерористичної операції звільнене від проросійських терористів українськими військами. Згодом у ході війни знову захоплене.

## Населення

### Мова
Розподіл населення за рідною мовою за даними перепису 2001 року:
| Мова            | Кількість | Відсоток |
| --------------- | --------- | -------- |
| російська       | 1860      | 89.42%   |
| українська      | 204       | 9.80%    |
| болгарська      | 2         | 0.10%    |
| угорська        | 1         | 0.05%    |
| інші/не вказали | 13        | 0.63%    |
| Усього          | 2080      | 100%     |

За даними перепису 2001 року населення селища становило 2080 осіб, із них 9,81 % зазначили рідною мову українську, 89,42 %— російську, 0,1 %— болгарську та 0,05 %— угорську мову.

## Промисловість
На території селища розташована шахта «Контарна». Шахта була приєднана до шахти Комсомолець Донбасу, і по суті була закрита — поставлена в режим консервації — її обслуговує місцевий комбінат (стежать за відсутністю аварій, відкачуванням газу та води, варто відзначити високу концентрацію останніх).

## Об'єкти соціальної сфери
- школа,
- бібліотека,
- дитячий садок,
- поштове відділення